# 大谷村 (岐阜県)
大谷村（おおたにむら）はかつて岐阜県郡上郡に存在した村である。
現在の郡上市明宝大谷に該当する。
村の名は、神谷村（現・郡上市八幡町有穂の神谷地区）と大久須見村（現・郡上市明宝大谷）の村名を合わせた合成地名である。

## 歴史
- 1875年（明治8年） - 神谷村と大久須見村が合併し、大谷村となる。
- 1889年（明治22年）7月1日 - 大谷村の一部（旧・神谷村）が分離し、有穂村に編入される。残部（旧・大久須見村）は町村制で大谷村として発足。
- 1897年（明治30年）4月1日 - 寒水村、気良村、奥住村、小川村、畑佐村、二間手村と合併し奥明方村が発足。同日大谷村は廃止される。